# Ščit (geologija)
Ščit je na splošno veliko območje izpostavljenih predkambrijskih kristalinskih magmatskih kamnin in metamorfnih kamnin, ki tvorijo tektonsko stabilna območja . V vseh primerih je starost teh kamnin večja od 570 milijonov let in včasih sega od 2 do 3,5 milijarde let . Tektonski dogodki po koncu predkambrijskega obdobja so jih malo prizadeli in so relativno ravninske regije, kjer so gradnja gora, prelomi in drugi tektonski procesi močno okrnjeni v primerjavi z dejavnostmi, ki se pojavljajo na robu ščitov in mejah med tektonskimi ploščami.
Izraz ščit, ki se uporablja za opis geografske regije, se pojavi v angleškem prevodu Eduarda Suessa Face of Earth, H. B. C. Sollasa, in izhaja iz oblike »ni podoben ploskemu ščitu«  za Kanadski ščit, ki kaže »obliko ščita, ki ga nosijo vojaki v rokah v boju« .
Ščiti se pojavljajo na vseh celinah.

## Litologija
Ščit je tisti del kontinentalne skorje, v katerem te običajno predkambrijske osnovne kamnine prodrejo na površino. Sami ščiti so lahko zelo zapleteni: sestavljajo jih široka področja granitnih ali granodioritnih gnajsov, običajno tonalitne sestave, vsebujejo pa tudi pasove sedimentnih kamnin, pogosto obkrožene z nizko stopnjo vulkansko-sedimentnih zaporedij ali pasov zelenih peščenjakov. Te kamnine so pogosto metamorfoziran zelen skrilavec, amfibolit in granulitni facies. Ocenjeno je, da je več kot 50% površine Zemljinega ščita sestavljeno iz gnajsa. 

## Erozija in zemeljske oblike
Ker so relativno stabilne regije reliefov ščitov precej stare, z elementi, kot so erozijske planote ki so se oblikovale v prekambrijskem času. Najstarejše, ki se lahko opredelijo v ščitu, se imenujejo "primarne planote", v primeru  Baltiškega (fenokandijski) ščita je to subkambrijska planota.
Oblike površja in plitvi sedimenti na severnih ščitih, ki so bile predmet kvartarne poledenitve (diluviálni glacial) in periglaciacije (pêriglaciálno ozémlje je ozemlje na obrobju ledenika, kjer vladajo enako ostri podnebni pogoji kot na z ledom pokritem ozemlju in so tla trajno zamrznjena) se razlikujejo od tistih, ki so v bližini ekvatorja. Relief ščita, vključno s planotami, je mogoče z različnimi sredstvi zaščititi pred erozijo. Površine, ki so izpostavljene subtropskim in tropskim vremenskim razmeram dovolj dolgo, se lahko na koncu siliktirajo, postanejo težke in zelo težke za erodiranje. Erozija planot z ledeniki v ščitnih regijah je omejena. V Baltiškem ščitu povprečna erozija ledu v kvartarju znaša deset metrov, čeprav ni bila enakomerno porazdeljen. Za glacialno erozijo učinkovitosti v ščitih je lahko zahtevana dolga "pripravljalna doba" vremenskih pogojev pri neledeniških pogojih.

## Seznam ščitov
- Kanadski ščit je jedro Severne Amerike in se razteza od jezera Superior na jugu do Arktičnih otokov na severu in od zahodne Kanade proti vzhodu do večine Grenlandije.
- Atlantski ščit
  - Brazílski ščít - vzhodni del Južnoameriškega kratona med rekama Amazonko in Parano; tudi Amazonski ščit. Ob meji s tem je Gvajanski ščit na severu.
  - Urugvajski ščit
- Baltiški (fenokandijski) ščit je severozahodni del fenosarmacije na območju  pretežnega dela današnje Norveške, Švedske in zahodne Finske.
- Afriški (etiopski) ščit je v Afriki.
- Avstralski ščit zaseda večino zahodne polovice Avstralije.
- Arabsko-nubijski ščit na zahodnem robu Arabije.
- Antarktični ščit.
- Kitajsko-korejski ščit v Aziji, na območju na Kitajske in v Severni Koreji: na severozahodu Anabarski ščit in na jugovzhodu Aldanski ščit.
- Angaranski ščit, kot ga včasih imenujejo, je omejen z reko Jenisey na zahodu, reko Leno na vzhodu, Arktični ocean na severu in Bajkalsko jezero na jugu.
- Indijski ščit zaseda dve tretjini južnega indijskega polotoka
- Ukrajinski ščit - jugovzhodni del fenosarmacije